# Goethes Erben
Goethes Erben is een Duitse avant-gardistische muziekgroep, die tot de gothic en darkwave behoort, en sinds medio jaren 90 op rock gebaseerde, experimentele muziek maakt. De naam van de groep, Goethes erfgenamen, verwijst naar diens begrip 'muziektheater', een concept dat Goethes Erben nastreven.

## Geschiedenis
De band werd in 1989 door Oswald Henke en Peter Seipt opgericht, die elkaar leerden kennen toen ze allebei verpleegkunde studeerden. Seipt had reeds in verschillende bands gespeeld, terwijl Henke ervaring in het theater had.
Henke ontmoette in 1989 Bruno Kramm en Stefan Ackermann, die later Das Ich zouden stichten. Met de ondersteuning van Kramm namen Goethes Erben de cassette Der Spiegel, dessen Weg durch stumme Zeugen zum Ende führt op, gevolgd door een live-cassette. Deze verschenen op het nieuwe label Danse Macabre Rec. Goethes Erben en Das Ich gaven op dezelfde dag hun debuutconcert: 25 mei 1990. Nog vóór het eerste concert meldde Seipt dat hij de band wilde verlaten, omdat hij zich ongemakkelijk voelde bij het publiek dat erop zou afkomen. Hij bereikte later grote bekendheid met de band The Seer, die op Ierse muziek geïnspireerde rock maakte. Hij werkte na het verlaten van de band in juli 1990 nog mee in de studio, maar gaf uiteindelijk ook hier de brui aan.
In de discotheek Etage te Bayreuth leerde Henke Mindy Kumbalek en Conny R. kennen, die beiden tot de band toetraden. Op 31 augustus 1991 trad Goethes Erben opnieuw op. De band kende gedurende enkele jaren een relatieve bloei, maar de verkoopcijfers van het album Schach ist nicht das Leben uit 1997 vielen tegen, hetgeen de toekomst van de groep onzeker maakte. Volgens Henke was dit te wijten aan het toenemende aantal illegale kopieën van hun werk op het internet. Hierop werd het album Nichts bleibt wie es war uit 2001 digitaal beveiligd, maar Henke geloofde niet dat dit de piraterij zou tegengaan, zodat dergelijke beveiligingen hierna weer achterwege gelaten werden.
De band compenseerde de tegenvallende verkoopcijfers door steeds meer videomateriaal te produceren, onder de vorm van dvd's waarop hun muziektheaterperformances te zien waren. De activiteiten van Goethes Erben werden in april 2004 stilgelegd, ofschoon de band nooit officieel opgeheven werd. Ze traden voor het laatst op in juli 2005 op het Amphi-Festival.

### Bezetting
Na het vertrek van Peter Seipt concentreerde de band zich hoofdzakelijk rond Oswald Henke en Mindy Kumbalek; op live-optredens werkten nog vele anderen mede, waaronder Cornelius Sturm, Matthias Konrad, Frank Zeutschel, Tim Hofmann en Michael Wollersheim.

## Stijl
In eerste instantie waren Goethes Erben een darkwave-groep, die duidelijk in de gothic-stroming zat. De oorspronkelijke stijl van de band valt onder een genre te classificeren dat Neue Deutsche Todeskunst genoemd wordt: de muziek was minimalistisch, de zang was onderkoeld en melancholisch.
Het experimentele karakter van de groep werd niet steeds goed ontvangen: het album Tote Augen sehen Leben uit 1994 stiet op controverse en afwijzing. Het zogenaamde 'blauwe album' uit 1995 kreeg daarentegen eveneens een aantal positieve kritieken. De meningen over de stijl bleven evenwel verdeeld, en over het algemeen beschouwde men hem als 'bizar'.
In de loop der jaren werd de stemming in het werk van Goethes Erben minder depressief, en ook de stijl evolueerde ietwat weg van zijn wave-karakter. Vanaf Schach ist nicht das Leben werd het moeilijk op de stijl een bepaald etiket te kleven, en de avant-gardistische kenmerken verkregen de bovenhand. Op Nichts bleibt wie es war valt nog een zekere terugblik op de aanvankelijke stijlkenmerken te bemerken, ofschoon dit album nauwelijks nog met de eerste te vergelijken valt.

## Discografie
- 1990 Der Spiegel, dessen Weg durch stumme Zeugen zum Ende führt (MC)
- 1990 Goethes Erben live (MC)
- 1991 Das schwarze Wesen (MC)
- 1991 Live — Festival d'Etage (MC)
- 1992 Das Sterben ist ästhetisch bunt (album)
- 1992 Der Traum an die Erinnerung (album)
- 1993 Die Brut (single)
- 1993 Leben im Niemandsland (van een opname in de discotheek Zwischenfall te Bochum)
- 1994 Tote Augen sehen Leben (album)
- 1994 Erstes Kapitel (albumheruitgave van de debuutcassette en Live Recording)
- 1995 Der Die Das (single)
- 1995 Goethes Erben (het 'Blauwe album')
- 1997 Sitz der Gnade (single)
- 1997 Seelenmord (single)
- 1997 Schach ist nicht das Leben (album)
- 1998 Marionetten (single)
- 1998 Gewaltberechtigt? (heruitgave van 'Die Brut' en 'Sitz der Gnade')
- 1999 Kondition: Macht! Das Musikwerk (album)
- 2001 Der Eissturm (single)
- 2001 Glasgarten (single)
- 2001 Nichts bleibt wie es war (album)
- 2005 Dazwischen (album)
- 2005 Alptraumstudio (single, beperkt tot 500 exemplaren)
- 2006 Tage des Wassers (single, beperkt tot 500 exemplaren)